# 59
Năm 59 là một năm trong lịch Julius. 